# Doktryna przeciwpartyzancka
Doktryna przeciwpartyzancka, przeciwpowstańcza (ang. counter-insurgency (COIN)) – operacja wojskowa obejmująca działania podjęte w celu powstrzymania lub stłumienia działania partyzantów. Cele partyzantów mogą być różne np. odebranie rządowi władzy i przejęcie kontroli nad państwem. Siły (wojsko, policja) przeciwpartyzanckie dążą do ochrony władzy i zmniejszenia wpływów partyzantów lub ich wyeliminowania.
Operacje przeciwpartyzanckie stosowane są często w czasie wojny na okupowanych terenach lub rebelii zbrojnych. Działania te mogą polegać na pacyfikacji buntu z wykorzystaniem strategii dziel i rządź, która prowadzi do załamania powiązań pomiędzy partyzantami i uniemożliwia im skuteczną współpracę.

## Teoretycy doktryny przeciwpartyzanckiej

### B.H. Liddell Hart
Większość akcji antypowstańczych dokonanych przez mocarstwa w poprzednim wieku była szczególnie nieudana. Można to przypisać wielu czynnikom. Po pierwsze, jak wskazał B.H. Liddell Hart w swojej książce "Strategy: The Indirect Approach", powstania cieszące się szczególną popularnością mają wrodzoną przewagę nad siłami okupacyjnymi. Jako przykład posłużył się okupacją francuską Hiszpanii podczas wojen napoleońskich. 
Ilekroć Hiszpanie stawali do walki w regularnych wojskach, silniejsza armia francuska pokonywała ich za każdym razem. Jednakże rozproszenie i zdecentralizowanie kampanii powstańczej okazało się decydującą kontrą wymierzoną w przewagę francuską na polu bitwy. Armia Napoleona nie miała środków efektywnych do walki z rebeliantami i ostatecznie gdy jej siła i morale dramatycznie spadły, a Wellington był w końcu w stanie stawić czoła Francuzom, ci drudzy nie mieli wyboru jak porzucić sprawę.
Wysiłki antypowstańcze mogą się powieść, zwłaszcza gdy powstanie jest niepopularne. Wojna Filipińsko-Amerykańska czy Świetlisty Szlak są przykładami takich niepowodzeń.
Hart wskazuje również na doświadczenia T. E. Lawrence'a i Arabską Rewoltę podczas I wojny światowej jako przykłady rebelianckiej potęgi. Choć Osmanie mieli przewagę liczebną często sięgającą do 100 ludzi nad 1, wrodzona arabska zdolność do walki na pustyni sparaliżowała Turków na tyle, że pozwoliło to wojskom brytyjskim ich wykończyć.

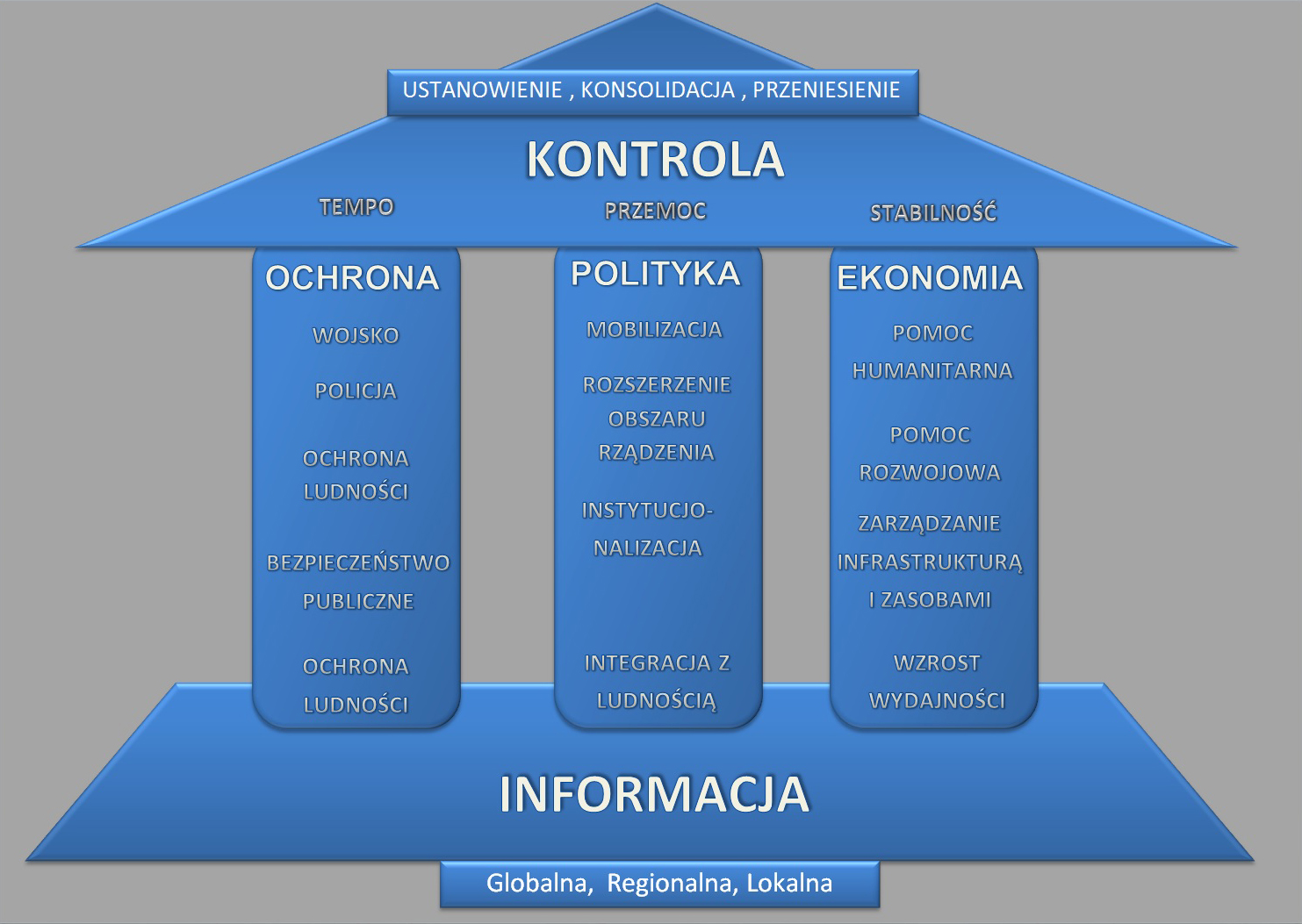
Grafika stworzona przez Davida Kilcullen’a w artykule: trzy filary doktryny przeciwpartyzanckiej.

W obu przypadkach powstańcy i wojownicy rebelii współpracowali z państwową armią lub ją uzupełniali. Tak też było w przypadku francuskiego ruchu oporu podczas II wojny światowej i Vietcong w Wietnamie. Strategia polegała na osłabieniu i wytrąceniu z równowagi przeciwnika poprzez nieregularne walki do takiego stopnia, by mogły je pokonać regularne wojska. Jednakże w dzisiejszych powstaniach nie widzi się już współpracy rebeliantów i regularnych wojsk. Wykorzystuje się raczej najemników z obcych państw, którzy nie mają związków emocjonalnych z danym miejscem.

### David Kilcullen28 artykułów[3]
David Kilcullen jest jednym z twórców doktryny przeciwpartyzanckiej. W swej pracy 28 artykułów tłumaczy zasady działania doktryny przeciwpartyzanckiej. Walka przeciwpartyzancka polega na umiejętnym przejęciu bazy, ośrodka lub centrum dowodzenia przeciwnika i podporządkowaniu sobie ludności. Ludzie nie muszą cię lubić, ale powinni szanować, zrozumieć, że twoje działania im pomagają i powinni zaufać twoim obietnicom i zapewnieniom dotyczących ich bezpieczeństwa. Najbardziej korzystne działania to działania na tle lokalnej polityki, działań obywatelskich czy patroli policyjnych. Na polu bitwy spostrzeżenie i plotki są bardziej wpływowe niż fakty i potężniejsze niż 100 czołgów.

### Gen. Stanley McChrystal

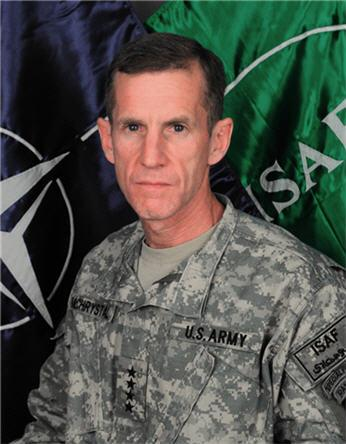
Gen. Stanley McChrystal

Gen. Stanley McChrystal, dowódca (z doświadczeniem także jako komandos) ISAF (Międzynarodowych Sił Wsparcia i Bezpieczeństwa) tłumaczy w filmie szkoleniowym dla amerykańskich żołnierzy działanie doktryny przeciwpartyzanckiej na przykładzie afgańskiej rodziny.
Afganistan jest krajem z burzliwą przeszłością. Każda rodzina afgańska dużo przeżyła - ma swoją historię, określone cele w życiu a co za tym idzie - jest zmotywowana, by o nie walczyć. To samo można powiedzieć o rebeliantach. Każdego z nich motywuje co innego. Podstawowym pytaniem jest: Dlaczego robisz to, co robisz? Porównując ludność afgańską i rebeliantów, każdy dba o swój interes i każdy wybierze dla siebie najlepsze, racjonalne rozwiązanie.
W żaden sposób rebelianci nie mogą utożsamiać się z ludnością, gdyż mają inne cele, różnią się pod względem fizycznym i psychicznym.
Możemy wyobrazić sobie pewną afgańską rodzinę, która mieszka na prowincji w małej wiosce. Ojciec zajmuje się sadem owocowym. Dawniej należał do Mudżahedinów i walczył przeciwko Sowietom, ale później nie dołączył do Talibów, kiedy ci przejęli władzę w 1994 r. w Afganistanie. Niestety jeden z jego synów zginął, gdyż chciał pomścić śmierć swojego przyjaciela i przystąpił do Talibów. 
Tak więc mamy do czynienia z Talibami, rebeliantami i rodziną afgańską.
Ta rodzina jest głównym celem tego, co robią rebelianci, gdyż muszą ją chronić. Dla rebeliantów najważniejsza jest ochrona ludności afgańskiej i walka z okupantem. Rebelianci muszą przekonać do siebie ludzi poprzez efektywnie przeprowadzone akcje, a nie poprzez rozmowę. Wiarygodność ludności i jej posłuszeństwo jest tutaj kluczowym celem.

## Doktryna przeciwpartyzancka w praktyce
Strategia ta została podjęta w interwencjach w Iraku i w Afganistanie. Opiera się na zjednaniu sobie społeczeństwa poprzez poprawienie warunków życia jak i poczucia bezpieczeństwa. Założenia operacji w Afganistanie zostały przedstawione przez Prezydenta USA Baracka Obamę 20 marca 2009 r. Osobą odpowiedzialną za tę strategię był gen. David Petraeus, który uczestniczył też w działaniach prowadzonych w Iraku. 
Strategie działań przeciwko partyzantom w Iraku czy w Afganistanie nie były jedynymi. Opracowywali je też dowódcy brytyjscy czy francuscy. Spośród nich można rozróżnić dwa podstawowe nurty: Pierwszy opierał się na przeciwniku czyli na zwalczaniu partyzantów. Drugi skupił się na kontroli ludności na terenie wroga. Ta koncepcja wymaga zdobycia poparcia mieszkańców gdyż to pozwoli odseparować partyzantkę i w związku z tym nie będą mieli kim manipulować a co za tym idzie sparaliżuje a nawet uniemożliwi dalsze działania wojenne.

### Strategia wobec Afganistanu

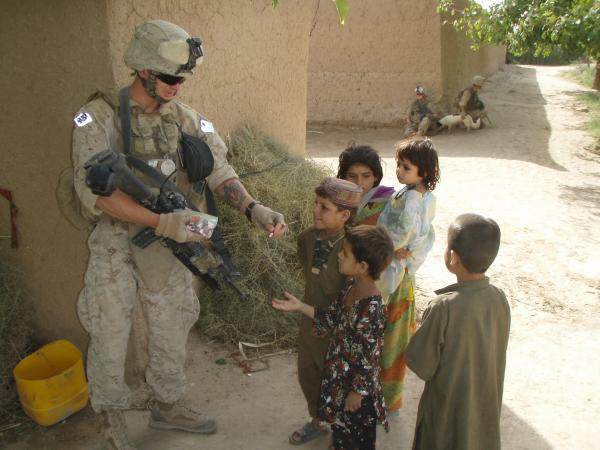
Żołnierz Korpusu Piechoty Morskiej USA rozdaje dzieciom słodycze przeprowadzając jednocześnie operacje przeciwpartyzanckie w Mardży w Afganistanie.

Interwencja Stanów Zjednoczonych i ich sojuszników w Afganistanie w latach 2001 – 2009 polegała na działaniach przeciwterrorystycznych. Były wymierzone głównie w Al-Kaidę. Jednak od momentu przejęcia władzy przez Baracka Obamę w 2009r. strategia została rozszerzona o działania przeciw partyzantom, ponieważ Talibowie zjednali sobie ludność, oczywiście przemocą, by walczyli z nieprzyjacielem jakim były USA. W dużej mierze operacja przeciwpartyzancka była powtórzoną strategią z Iraku. Jej głównym celem była ochrona mieszkańców jak i zyskanie jej przychylności. Aby strategia się udała wysłano dodatkowo 40 tys. żołnierzy. W 2009 r. prezydent Stanów Zjednoczonych stwierdził, że interwencja w Afganistanie nie może ciągnąć się w nieskończoność, dlatego trzeba odbudować gospodarkę jak i sam kraj oraz należy wznowić stosunki dyplomatyczne z Pakistanem. Ten kraj miał pełnić wielką rolę ze względu na swoją stabilną sytuację, a dodatkowo był lojalnym sojusznikiem Stanów Zjednoczonych. W Afganistanie wojska amerykańskie musiały nawiązać nić porozumienia z plemionami, którym pomagali. Wprowadzili program odbudowy rolnictwa - w ten sposób Afgańczycy zaczną ufać żołnierzom i nie będą z nimi walczyć. Taka taktyka powoli idzie w dobrym kierunku, ale na końcowy efekt trzeba jeszcze poczekać.